# Blackhawk (serial)
Pour plus de détails, voir Fiche technique et Distribution.
Blackhawk (Blackhawk: Fearless Champion of Freedom en V.O.) est un serial américain en quinze chapitres réalisé par Spencer Gordon Bennet et Fred F. Sears, sorti en 1952. Il est basé sur la série de comics Blackhawk.

## Synopsis
Blackhawk et son escadron volant sont des vétérans de la Seconde Guerre mondiale qui doivent empêcher des espions de voler un carburant expérimental.

## Fiche technique
- Titre original : Blackhawk: Fearless Champion of Freedom
- Titre français : Blackhawk
- Réalisation : Spencer Gordon Bennet et Fred F. Sears
- Scénario : George H. Plympton, Royal K. Cole et Sherman L. Lowe d'après la bande dessinée de Reed Crandall et Chuck Cuidera
- Photographie : William P. Whitley
- Montage : Earl Turner
- Production : Sam Katzman
- Société de production : Columbia Pictures Corporation
- Société de distribution : Columbia Pictures
- Pays de production :  États-Unis
- Langue originale : anglais
- Format : noir et blanc — 35 mm — 1,37:1 — son Mono
- Genre : science-fiction
- Durée : 242 minutes
- Date de sortie : 
  - États-Unis : 24 juillet 1952

## Distribution
- Kirk Alyn : Blackhawk
- Carol Forman : Laska
- John Crawford : Chuck
- Michael Fox : William Case
- Don C. Harvey : Olaf
- Rick Vallin : Stan / Boris
- Marshall Reed : Aller
- William Fawcett : le docteur Rolph
- Frank Ellis : Hendrickson

## Liste des épisodes
1. Distress Call from Space
2. Blackhawk Traps a Traitor
3. In the Enemy's Hideout
4. The Iron Monster
5. Human Targets
6. Blackhawk's Leap for Life
7. Mystery Fuel
8. Blasted from the Sky
9. Blackhawk Tempts Fate
10. Chase for Element X
11. Forced Down
12. Drums of Doom
13. Blackhawk's Daring Plan
14. Blackhawk's Wild Ride
15. The Leader Unmasked